# Страндваллен
Страндваллен (швед. Strandvallen) — багатофункціональний стадіон у шведському місті Геллевік, домашня арена футбольного клубу М'єльбю АІФ. Збудований у 1953 році та неодноразово реконструйований. На даний момент вміщує 7 500 глядачів. Окрім основного футбольного поля, на Страндваллені є додаткове, обнесене шестиметровим парканом, та різноманітні спортивні майданчики.

## Історія
У 1941 році було вирішено, що клуб М'єльбю АІФ придбає у фермера Акселя Бенгтссона землю для розміщення на ній футбольного стадіону. В силу багатьох причин відкриття стадіону у відносно сучасному вигляді відбулося лише у 1953 році. 28 червня того року в матчі-відкритті господарі поля зустрілися з німецьким клубом «Германіа Лер» і перемогли з розгромним рахунком 4-1.
У 1966 році стадіон було передано у володіння комуни Сельвесборг за умови, що М'єльбю АІФ буде арендувати його безкоштовно впродовж 20 років. Рекорд відвідуваності арени було встановлено 13 квітня 1980 року у матчі між «М'єльбю АІФ та клубом Кальмар ФФ. Цю гру відвідало 8 438 глядачів. Цей сезон був дебютним для клубу у Аллсвенскан, однак втриматися у найвищому дивізіоні М'єльбю АІФ не зміг і повернувся до нього три роки потому. До підвищення команди у класі 1983 року приурочили й покращення стадіону: була проведена робота по зручному облаштуванню автостоянок та під'їздних доріг навколо арени.
Проте найбільших видозмін стадіон зазнав у 2000-х роках. У 2002 році було проведено глобальну реконструкцію після якої місткість стадіону склала 7 500 місць, серед яких 1137 сидячих, 50 для представників ЗМІ та 20 місць для інвалідів. Проект реконструкції було оцінено у 5 мільйонів крон. Головна трибуна розфарбована у кольори клубу М'єльбю АІФ і має більший кут нахилу, ніж трибуна на протилежному боці. У 2008 році гостро постало питання відсутності штучного освітлення на стадіоні, без якого раніше вдавалося обходитися, проте нові вимогу до спортивних арен клубів вищого дивізіону Швеції вимагали його наявності. 13 травня 2008 року до матчу між М'єльбю АІФ та «Ергрюте» електричне освітлення стадіону було вже готове. За час проведення чемпіонату світу 2010 року Страндваллен перетерпів значних видозмін: було замінено каналізаційну та зрошувальну системи, встановлено підігрів поля та перестелено газон. Крім того було облаштовано нову торцеву криту трибуну з 979 індивідуальними пластиковими сидіннями, а загальна місткість стадіону на вимогу Шведського футбольного союзу була зменшена з 7 500 до 7 000 глядачів. Вартість робіт за попередніми підрахунками було оцінено у 9 мільйонів крон. В 2012 році було додатково збудовано північну трибуну на 580 глядацьких місць, над якими було зведено дах.